# 辛牢
辛牢（?—?），前秦政治人物。歷官右司马、尚书令。苻健時任吏部尚书。
壽光二年（356年）春初，皇帝苻生在太極殿大規模宴請文武百官，受命擔任酒令官。辛牢怕群臣酒后失态，没有强行劝饮。宴會舉行到一半時，苻生藉口仍然有人清醒未醉，遭苻生舉持弓箭射殺。